# پول اونیل (ژیمناست)
پول اونیل (ژیمناست) (به انگلیسی: Paul O'Neill (gymnast)) ژیمناست زادهٔ ۸ مهٔ ۱۹۶۵ میلادی اهل کشور ایالات متحده آمریکا است.